# Hecalus lippensi
Hecalus lippensi är en insektsart som beskrevs av Evans 1955. Hecalus lippensi ingår i släktet Hecalus och familjen dvärgstritar. Inga underarter finns listade i Catalogue of Life.